# Paola Concia
Anna Paola Concia (Avezzano, 4 de julio de 1963) es una política italiana y defensora de los derechos del colectivo LGBT en Italia. Afiliada al Partido Democrático (Pd), fue elegida diputada en 2008.
Su carrera política comenzó en los años ochenta en el Partido Comunista Italiano, pasando después al Partido Democrático de la Izquierda, seguidamente a los Demócratas de Izquierda y finalmente al Pd.
Tras declarar su homosexualidad, ha comenzado a preocuparse por los derechos civiles, especialmente de lesbianas, gays, bisexuales y transexuales. Se convirtió en portavoz y miembro del directivo nacional de Gayleft, corriente LGTB de Demócratas de Izquierda. Después asumió el cargo de portavoz de la mesa nacional LGBT del Pd.
En las elecciones generales de 2008 fue candidata de los demócratas en Apulia. Su candidatura recibió críticas de los propios movimientos LGBT, como Arcigay, indicando que Concia era una candidata de "fachada" no representativa del colectivo homosexual. Al salir elegida se convirtió en la única homosexual declarada en el Parlamento de Italia.